# Ngarlejy Yorongar
 (avril 2018).
Si vous disposez d'ouvrages ou d'articles de référence ou si vous connaissez des sites web de qualité traitant du thème abordé ici, merci de compléter l'article en donnant les références utiles à sa vérifiabilité et en les liant à la section « Notes et références ».
Ngarlejy Koji Yorongar Le Moinban est un homme politique tchadien. 
Il est le fondateur et dirigeant (de 1995 à 2023) de la Fédération, action pour la république (FAR), un parti d'opposition, ainsi que député à l'Assemblée nationale du Tchad.

## Biographie

### Début de carrière
Avant d'entrer en politique, Yorongar travaille dans la fonction publique tchadienne. Son premier emploi est à N'Djamena au ministère des Finances ; de là, il devient successivement adjudant du sous-préfet de Moundou, sous-préfet de Mbaïnarmar, premier adjudant du préfet puis préfet du Guéra. À ce moment, Yorongar travaille comme consultant à Paris auprès de l'Organisation de coopération et de développement économiques (OCDE), puis comme directeur du Bureau africain des sciences de l'éducation (BASE) à Kisangani (Zaïre).
Sous Hissène Habré, il est commissaire aux armées.

### Carrière politique
La première de ses nombreuses arrestations à caractère politique a lieu en mars 1994, lorsqu'il est détenu pendant cinq jours. 
Yorongar fonde la Fédération, action pour la république (en), un parti politique en 1995.
Yorongar participe à l'élection présidentielle de juin 1996 et obtient 2,08% du vote populaire au premier tour. Le 3 juillet 1996, il est arrêté sans mandat d'arrestation, et il aurait été battu et détenu sans inculpation plus longtemps que ce qui était légalement permis. Finalement, il est accusé de faire campagne illégalement pour Wadel Abdelkader Kamougué, l'un des candidats au second tour de l'élection présidentielle, et de s'engager dans le trafic d'armes avec les rebelles. Ces accusations sont ensuite rejetées et il est libéré.
Au premier tour des élections législatives de 1997, Yorongar est élu député à l'Assemblée nationale en tant que candidat FAR. Il est le seul candidat FAR à obtenir un siège à l'élection.
Dans un entretien en juillet 1997, il accuse Kamougué, alors président de l'Assemblée nationale, d'avoir reçu un pot-de-vin de 15 millions de francs d'Elf, partenaire du projet de développement pétrolier et de pipeline Tchad-Cameroun. Par ailleurs, il accuse le président Idriss Déby de népotisme dans la gestion de l'industrie pétrolière. Kamougué accuse Yorongar de diffamation et, le 26 mai 1998, Yorongar est privé de son immunité parlementaire. Il est arrêté le 4 juin et mis en prison. Le 20 juillet, après un procès jugé injuste par Amnesty International, il est reconnu coupable de diffamation et condamné à trois ans d'emprisonnement et à une amende de 500 000 francs CFA. Il est libéré après huit mois de détention le 5 février 1999.
En 2001, il est candidat à l'élection présidentielle du Tchad. D'après Jeune Afrique, il récolte près de 14 % des voix. Et en 2006, Ngarlejy Yorongar boycotte le scrutin du 3 mai, mais conserve son mandat de député.  
En mars 2008, il s'exile en France. Il affirme avoir été arrêté par le président Idriss Déby et détenu, au secret, durant près d'un mois. D'après le journal Le Point, M. Yorongar « faisait partie des trois opposants arrêtés en février 2008 dans des conditions encore mal élucidées ». Yorongar annonce qu'un autre opposant Ibni Oumar Mahamat Saleh est probablement mort. Camille de Vitry filma la manifestation exigeant la vérité sur le sort d'Ibni, en présence de M. Yorongar place des Invalides à Paris. Il explique l'avoir vu être tabassé. Il affirme que lui aussi a été tabassé lors de son arrestation. D'après L'Obs, le récit de Yorongar est confirmé par d'autres témoignages. Son arrestation le 3 février 2008 par les services de sécurité tchadien s'est déroulée après une offensive rebelle sur N'Djamena. François Fillon, premier ministre français, déclare que la France, qui soutient le président Idriss Déby, accordera l'asile politique à Ngarlejy Yorongar, opposant à Idriss Déby. Mais Yorongar répond que ce n'est pas le moment, sa priorité étant d'être soigné, d'autant plus qu'il craint avoir été empoisonné,.
En mars 2011, avec Saleh Kebzabo et Wadal Abdelkader Kamougué, deux autres principaux opposants au président tchadien Idriss Deby Itno, il appelle au boycott des élections présidentielles du 24 avril 2011 et annonce qu'il suspend sa participation. Les trois opposants estiment que les élections législatives sont marquées par des fraudes et des irrégularités. Pour les élections présidentielles, ils « demandent solennellement à leurs compatriotes de ne pas se rendre aux urnes pour avaliser cette grande mascarade électorale ».
En 2016, Ngarlejy Yorongar, toujours député de l'opposition, porte plainte en France pour enlèvement, séquestration et torture, qu'il aurait subis en février 2008. Deux autres opposants ont disparu à cette époque. Ses avocats présentent des certificats médicaux qui, d'après eux, sont une preuve que Ngraledjy Yorngar a des séquelles corroborant sa description des faits. La plainte vise notamment l’ancien ministre tchadien de l’intérieur ainsi que l’ancien responsable de l’Agence tchadienne de sécurité Ismaël Mahamat Chaïbo. D'après Africanews, « la torture relevant de la compétence universelle », la justice française a la capacité de poursuivre les responsables présumés, qui possèdent des résidences en France. Des proches d'Ismaël Mahamat Chaïbo mettent en doute les motivations de cette plainte, demandant pourquoi cette dernière n'a pas été déposée après sa libération fin février 2008. Ils estiment qu'il s'agit d'un coup médiatique.
En mars 2021, Ngarlejy Yorongar retire sa candidature à l'élection présidentielle de 2021.
En février 2023, un congrès extraordinaire de la FAR remplace Yorongar par Daniel Ngadjadoum au poste de coordinateur exécutif national du parti. Ngadjadoum est l'ancien bras droit de Yorongar mais avait récemment critiqué Yorongar,,.